# Chrysocephalum
Chrysocephalum é um género botânico pertencente à família Asteraceae.